# 8470 Dudinskaya
8470 Dudinskaya este un asteroid din centura principală de asteroizi.

## Descriere
8470 Dudinskaya este un asteroid din centura principală de asteroizi. A fost descoperit pe 17 septembrie 1982 la Observatorul de Astrofizică din Crimeea de Nikolai Cernîh. El prezintă o orbită caracterizată de o semiaxă mare de 2,27 ua, o excentricitate de 0,19 și o înclinație de 5,0° în raport cu ecliptica.